# Cardiopetalum
Cardiopetalum là chi thực vật có hoa trong họ Annonaceae.

## Phân bố
Các loài trong chi này có ở vùng nhiệt đới Nam Mỹ, bao gồm Bolivia, Brasil (bắc, đông bắc, đông nam, tây trung), Guiana thuộc Pháp, Peru, Suriname.

## Các loài
- Cardiopetalum calophyllum Schltdl., 1834
- Cardiopetalum plicatum N.A.Murray, 1995
- Cardiopetalum surinamense R.E.Fr., 1931